# Уппландс-Весбю (комуна)
Комуна Уппландс-Весбю (швед. Upplands Väsby kommun) — адміністративно-територіальна одиниця місцевого самоврядування, що розташована в лені Стокгольм у центральній Швеції.
Уппландс-Весбю 275-а за величиною території комуна Швеції. Адміністративний центр комуни — місто Уппландс-Весбю.

## Населення
Населення становить 40 723 чоловік (станом на січень 2013 року).
| Кількість населення комуни Уппландс-Весбю за 1970-2010 роки | Кількість населення комуни Уппландс-Весбю за 1970-2010 роки | Кількість населення комуни Уппландс-Весбю за 1970-2010 роки | Кількість населення комуни Уппландс-Весбю за 1970-2010 роки | Кількість населення комуни Уппландс-Весбю за 1970-2010 роки |
| ----------------------------------------------------------- | ----------------------------------------------------------- | ----------------------------------------------------------- | ----------------------------------------------------------- | ----------------------------------------------------------- |
| Рік                                                         |                                                             |                                                             | Населення                                                   |                                                             |
| 1970                                                        | 1970                                                        |                                                             | 19 032                                                      | 19 032                                                      |
| 1975                                                        | 1975                                                        |                                                             | 28 810                                                      | 28 810                                                      |
| 1980                                                        | 1980                                                        |                                                             | 31 961                                                      | 31 961                                                      |
| 1985                                                        | 1985                                                        |                                                             | 33 912                                                      | 33 912                                                      |
| 1990                                                        | 1990                                                        |                                                             | 35 963                                                      | 35 963                                                      |
| 1995                                                        | 1995                                                        |                                                             | 36 277                                                      | 36 277                                                      |
| 2000                                                        | 2000                                                        |                                                             | 37 576                                                      | 37 576                                                      |
| 2005                                                        | 2005                                                        |                                                             | 37 624                                                      | 37 624                                                      |
| 2010                                                        | 2010                                                        |                                                             | 39 289                                                      | 39 289                                                      |
| Джерело: SCB                                                |                                                             |                                                             |                                                             |                                                             |

## Населені пункти
Комуні підпорядковано 4 міські поселення (tätort):
- Уппландс-Весбю (Upplands Väsby)
- Левенстремска-Ласареттет (Löwenströmska lasarettet)
- Екебю (Ekeby)
- Стокгольм (Stockholm) (частина)

## Галерея

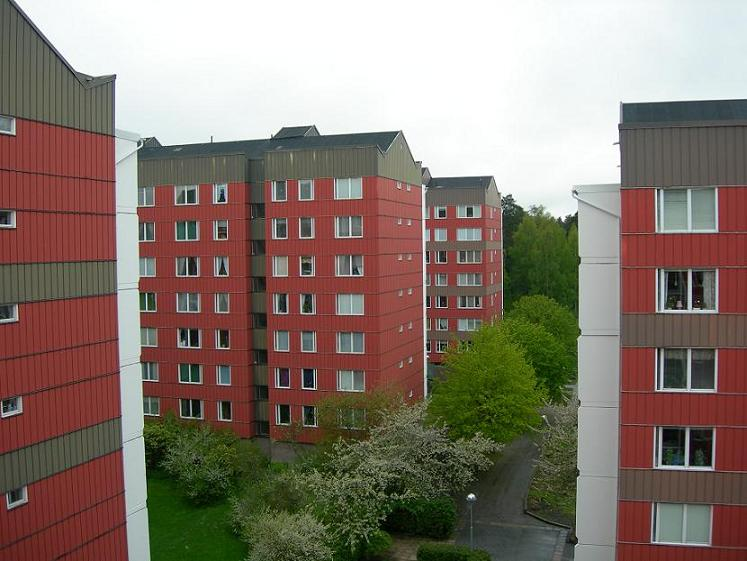
Уппландс-Весбю
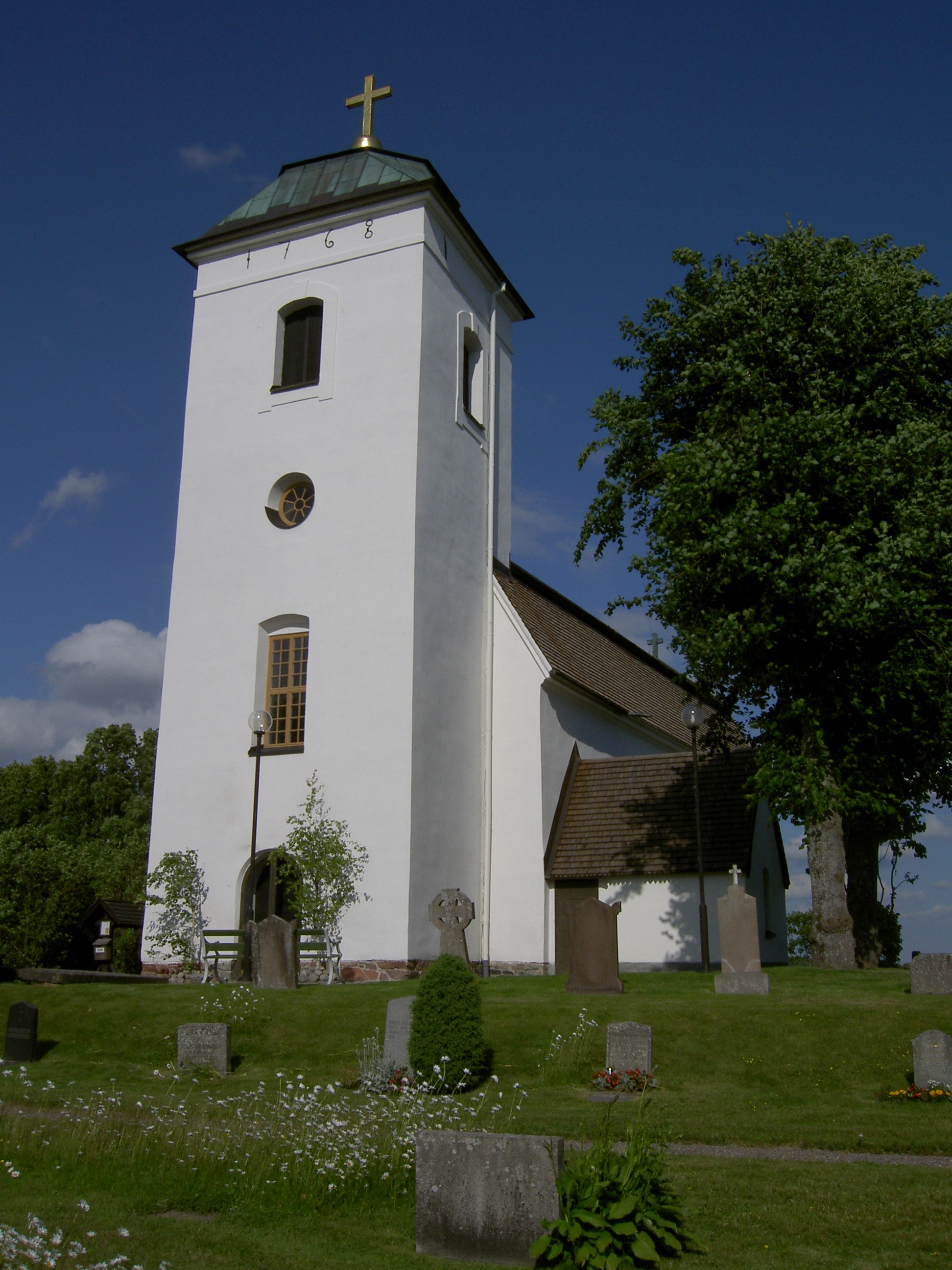
Церква (Ед)
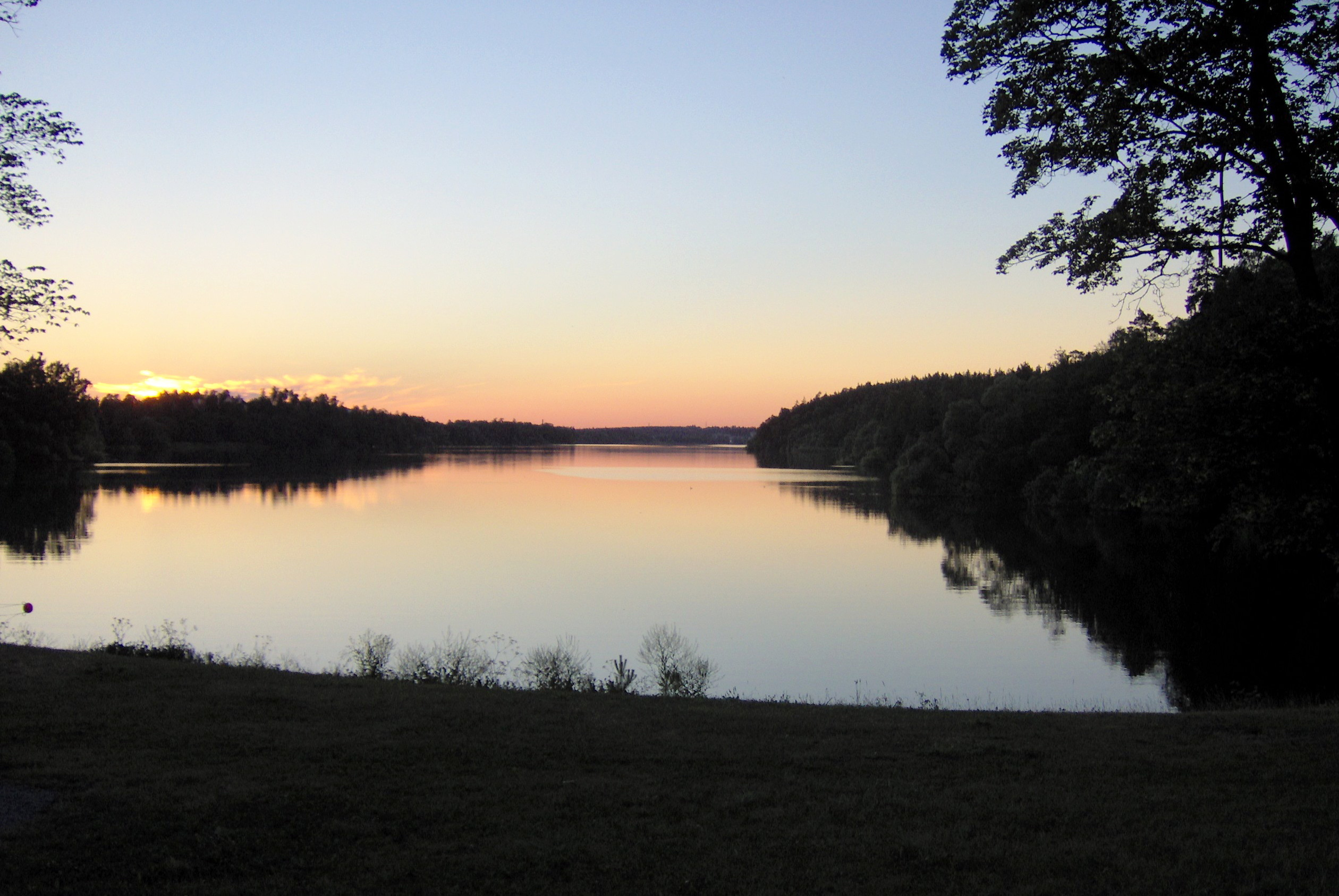
Озеро Норрвікен
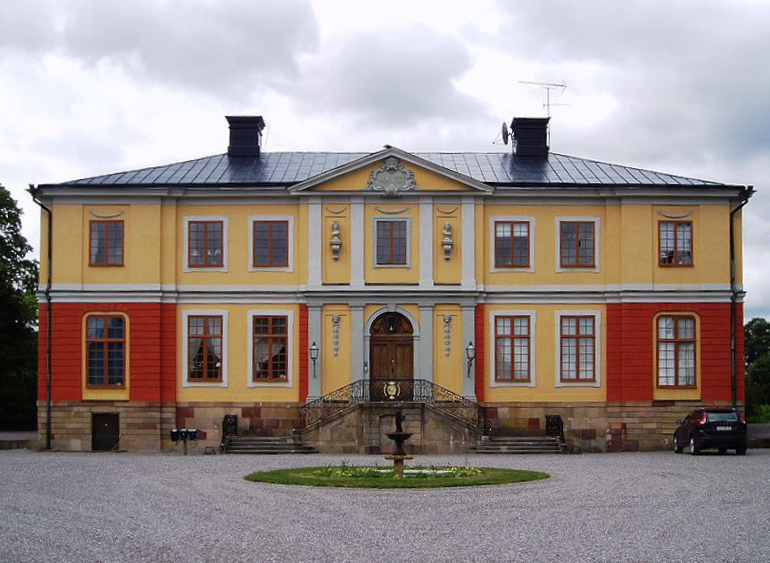
Замок Стура-Весбю

## Виноски
1. ↑  http://www.upplandsvasby.se/2/kommun-och-politik/kommunens-organisation/fortroendemannaregister.html
2. ↑  Folkmangd i riket, lan och kommuner (шв.) . Центральне бюро статистики Швеції. Архів оригіналу за 20 серпня 2013. Процитовано 28 лютого 2013.